# 法務省旧本館
法務省旧本館（ほうむしょうきゅうほんかん）は、東京都千代田区霞が関にある歴史的建造物（重要文化財）である。中央合同庁舎第6号館赤れんが棟（ちゅうおうごうどうちょうしゃだいろくごうかんあかれんがとう）ともいう。

## 概要
旧司法省庁舎として1895年に竣工したドイツ・ネオバロック様式の歴史主義建築である。基本設計は建築顧問官を務めていたお雇い外国人のドイツ人建築家ヘルマン・エンデ(Hermann Gustav Louis Ende)とヴィルヘルム・ベックマン(Wilhelm Böckmann)で、実施設計と工事監理は河合浩蔵が行った。官庁集中計画は頓挫したが、旧大審院（最高裁判所）庁舎とともに明治の近代公共建築を象徴する建物となった。
1923年の関東大震災では煉瓦外壁が鉄材補強されていたことでほぼ無傷で乗り切ったものの、1945年の空襲により内装の大部分と屋根を焼失した。1950年に法務府庁舎（1952年からは法務省本館）として再利用されることになるが、それにあたっての改修工事では屋根材（雄勝石のスレートから瓦）等に変更が加えられた。しかし1994年の改修工事では文化財としての観点から創建時の外観に戻され、法務総合研究所及び法務図書館として利用されるようになった。同年12月27日には国の重要文化財に内装を除いて指定されている。
この敷地は江戸時代に米沢藩上杉家藩邸（上屋敷）として使われており、その記念碑も建立されている。
近代史をテーマにした映画・ドラマのロケに使用されることが多い。

## 入居機関
- 法務総合研究所本所（総務企画部、研修第一部、研修第二部、研修第三部）
- 国立国会図書館支部法務図書館
- 法務史料展示室
- 公安審査委員会

## 利用情報
- 開館時間 - 午前10時～午後6時（入館は午後5時30分まで）
- 休館日 - 土・日・祝祭日

## 交通アクセス
- 東京メトロ有楽町線桜田門駅 徒歩1分

## 外観

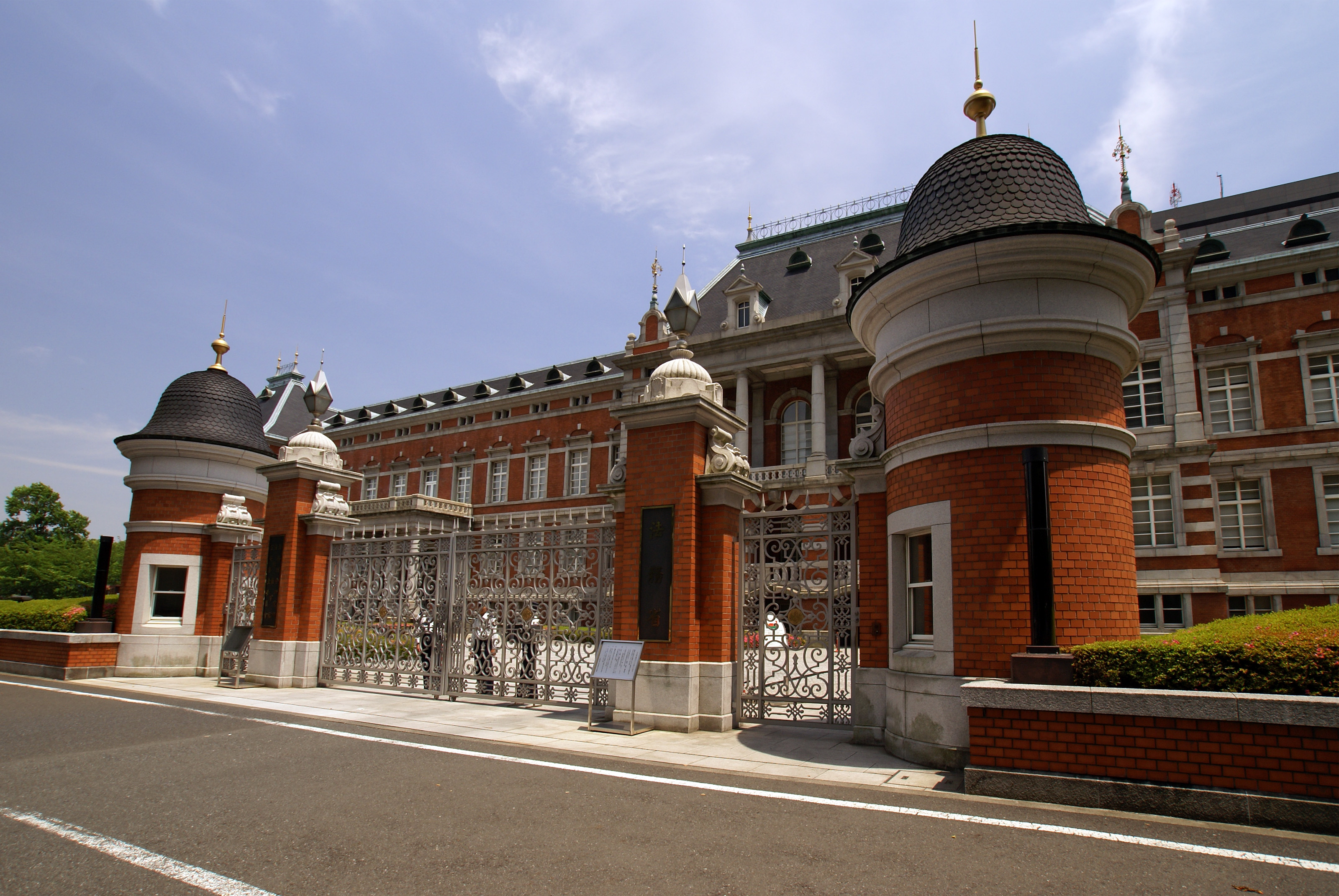
正門、守衛室
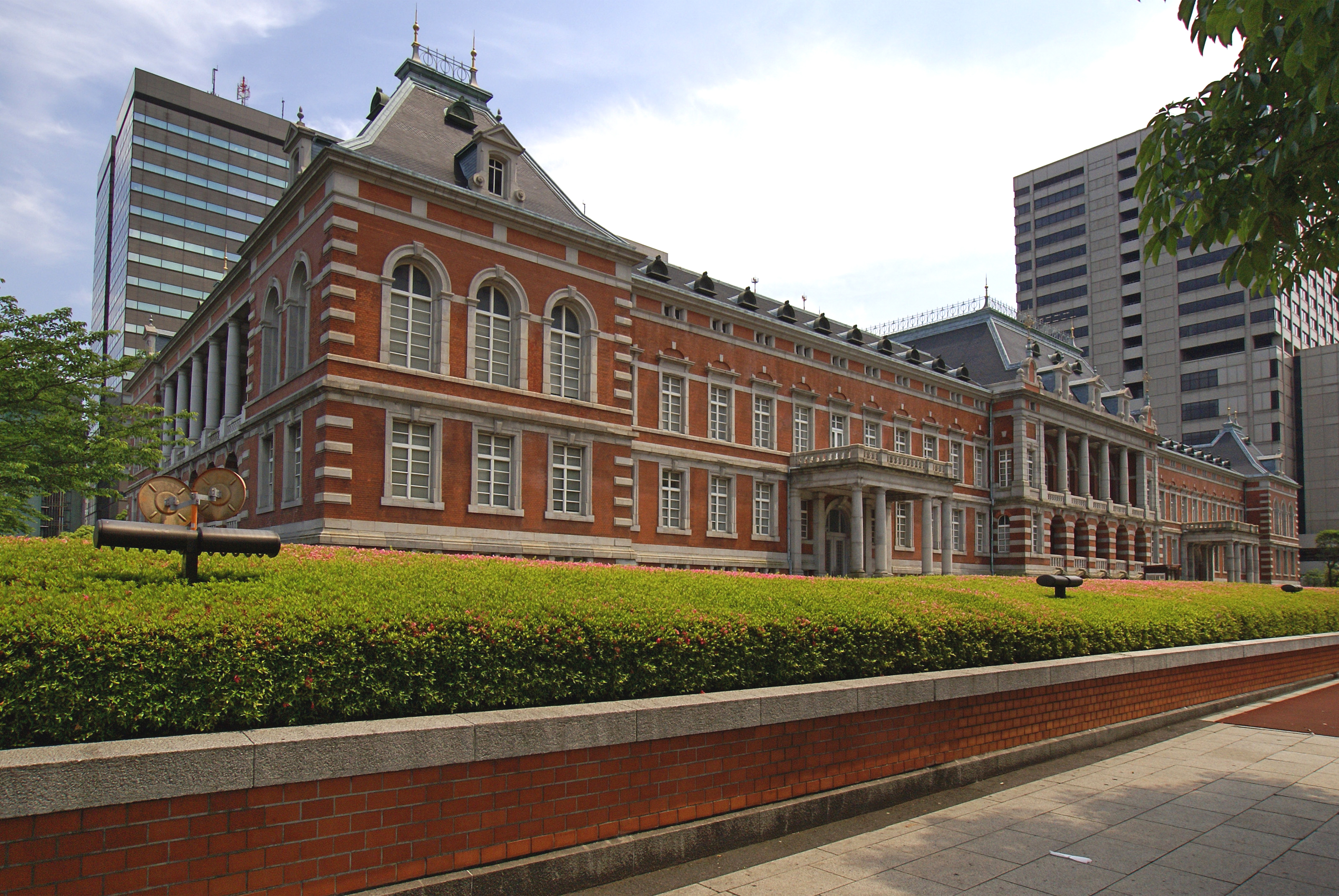
全景
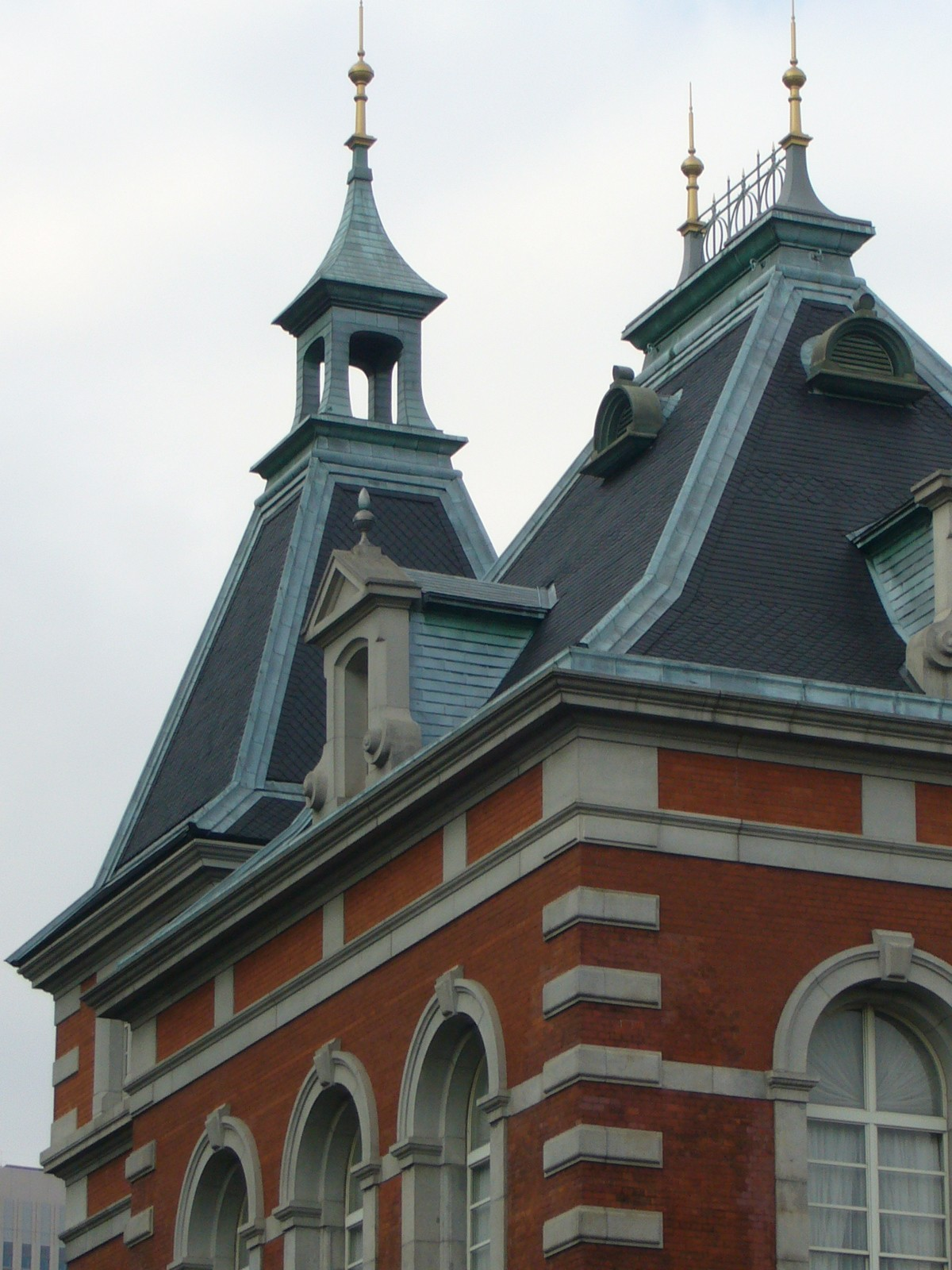
屋根